# Rob Jetten

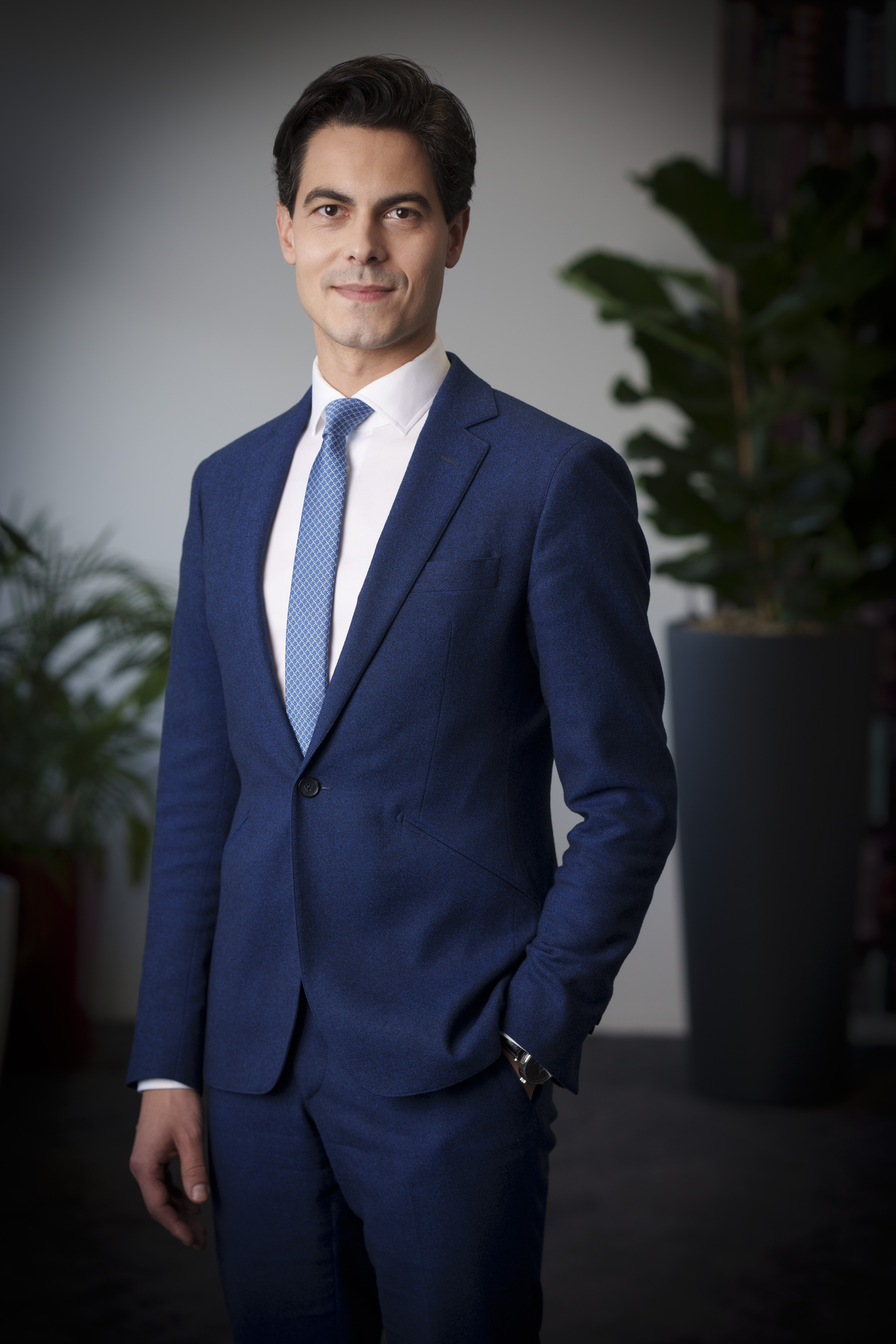
Rob Jetten (2022)

Rob Arnoldus Adrianus Jetten (* 25. März 1987 in Veghel) ist ein niederländischer Politiker der Democraten 66 (D66).

## Leben
Jetten hat Verwaltungswissenschaft an der Radboud-Universität Nijmegen studiert und bei ProRail gearbeitet. Von 2008 bis 2009 war er Vorsitzender der Jonge Democraten und von 2010 bis 2017 war er Mitglied des Gemeinderates (auch wie Fraktionsvorsitzender) von Nijmegen. Seit dem 23. März 2017 ist er Mitglied der Zweiten Kammer der Generalstaaten. Seit dem 9. Oktober 2018 war er auch Fraktionsvorsitzender der Democraten 66, als Nachfolger von Alexander Pechtold. Dies endete am 18. März 2021. Erneut als Fraktionsvorsitzender fungierte er vom 25. Mai bis zum 28. September 2021. Im seit Januar 2022 amtierenden Kabinett Rutte IV verantwortete er als Minister ohne Geschäftsbereich die Themen Klima und Energie im von Micky Adriaansens geführten Ministerium für Wirtschaft und Klimapolitik. Für die vorgezogene Parlamentswahl im November 2023 nominierte ihn D66 als Spitzenkandidaten, nachdem Sigrid Kaag ihren Rückzug aus der Politik angekündigt hatte. Er schied im Juli 2024 durch die Übernahme der Amtsgeschäfte durch das Kabinett Schoof aus der Regierung aus, ist jedoch seit November 2023 wieder Fraktionsvorsitzender von D66 und damit de facto Frontmann der Partei.